# Adolfo de Mecklemburgo-Schwerin
El príncipe Adolfo Federico de Mecklemburgo-Schwerin (Ludwiglust, 18 de diciembre de 1785- Magdeburgo, 8 de mayo de 1821) fue un príncipe y militar alemán.

## Biografía
Fue el último de los hijos del matrimonio formado por Federico Francisco I de Mecklemburgo y Luisa de Sajonia-Gotha-Altenburgo.
En su juventud, sirvió en el ejército prusiano, alcanzando el grado de capitán. En 1809 dejó la carrera militar. 
En el ducado de Mecklemburgo Schwerin existía una pequeña comunidad católica favorecida por el duque Federico Francisco I. El joven príncipe se sintió atraído por la religión católica y tras la lectura de Exposition de la doctrine de l'église catholique sur les matières de controverse de Bossuet quedó decidido a convertirse a esta religión. Tras algún tiempo su padre accedió a permitir la conversión.
En 1818 se convierte a la fe católica en Ginebra, viajando a continuación a Roma para visitar al pontífice Pío VII. Tras la muerte de su hermano mayor, Federico Luis de Mecklemburgo-Schwerin, vuelve a Mecklemburgo, residiendo en Magdeburgo. Allí construye una iglesia católica y dos escuelas católicas. Murió en 1821 con 35 años.
Fue enterrado en la iglesia católica de Santa Helena y San Andrés en Ludwiglust.

## Títulos y órdenes

### Títulos
- Su Alteza Serenísima el duque Adolfo Federico de Mecklemburgo Schwerin.[1]
- Su Alteza el príncipe Adolfo Federico de Mecklemburgo-Schwerin, duque de Meckleburgo.[9]

### Órdenes
- Caballero de la Orden de San Andrés.[9] ( Imperio ruso)
- Caballero gran cruz de la Orden de San Juan (Bailiazgo de Brandeburgo)[9] (

 Reino de Prusia)